# 廿日出厖
廿日出 厖（はつかで　ひろし、1901年（明治34年）4月15日 - 1947年（昭和22年）10月19日）は、日本の教育者、政治家。浜松学院高等学校の創立者、衆議院議員。

## 概要
1901年（明治34年）広島県呉市豊町大長出身。ミカン農家の五男に生まれる。長崎高等商業学校を卒業し、1929年（昭和4年）3月に東北帝国大学法文学部哲学科を卒業する。
内務大臣望月圭介の秘書官を経て、遠江商業学校校長に就任する。しかし、学校の経営責任者と対立し生徒らと共に学校を去り新たに普済寺で授業を開始する。
1933年（昭和8年）11月、文部大臣から財団法人・興誠商業学校の設立指定を受ける。
1946年（昭和21年）4月に、戦後第1回の総選挙で衆議院議員に当選、文教委員や憲法改正案特別委員として日本国憲法の制定に功績を挙げた。翌年の10月に県教員適格審査委員会から不適格認定され、公職を追放される。1947年（昭和22年）10月に心労がたたり46歳で他界。

## 廿日出厖の教育思想
- 『誠』の精神　「誠を興し、誠に行動し、誠を普（あまね）くする」
- 学園においては「日本再建のためには広く人類愛に燃える知、徳、体兼備の高潔なる国際的文化人の育成が必要」と中学、高等学校、大学と一貫した組織づくりをスタートさせ、今日の学園の基礎をつくりました。